# Pierre-Philippe Bauzin
Pierre-Philippe Bauzin, francoski organist in skladatelj, * 12. april 1933, Saint-Émilion (Gironde), † 11. januar 2005, Nica.
S petimi leti se je pričel učiti igranja na klavir, pri desetih pa orgle in imel v istem letu svoj prvi nastop v cerkvi Saint-Pierre de Bordeaux. Študiral je na konservatoriju v Bordeauxu, pri štirinajstih pa se je vpisal na Pariški glasbeni konservatorij. Med njegovimi profesorji so bili Yves Nat in Jean Batalla (klavir), Maurice Duruflé (harmonija in orgle), Noël Gallon (kontrapunkt in fuga), Élisabeth Brasseur (zborovodstvo), Louis Fourestier (orkestrsko dirigiranje), Olivier Messiaen (glasbena analiza) in Arthur Honegger (kompozicija), njegov vpliv je čutiti v Bauzinovih skladbah. Slovel je kot eden najboljših orglavcev 20. stoletja. Deloval je tudi kot organist v vatikanski Baziliki Sv. Petra in večkrat prejel pohvale s strani papeža Janeza Pavla II. Kot izvrsten improvizator je predaval na številnih mojstrskih tečajih po svetu, mdr. na Juilliard School v New Yorku leta 1990.